# Ali Hisni
Ali Hisni Faisal (Baçorá, 23 de maio de 1994) é um futebolista profissional iraquiano que atua como defensor, atualmente defende o Çaykur Rizespor.

## Carreira
Ali Hisni representou a Seleção Iraquiana de Futebol na Copa da Ásia de 2015.[carece de fontes?] e fez parte do elenco da Seleção Iraquiana de Futebol nas Olimpíadas de 2016.